# Joartigasia anceps
Joartigasia anceps är en tvåvingeart som beskrevs av Hermann 1912. Joartigasia anceps ingår i släktet Joartigasia och familjen rovflugor.
Artens utbredningsområde är Peru. Inga underarter finns listade i Catalogue of Life.